# 한해성
한해성은 조선민주주의인민공화국의 탁구 선수였다. 1985년 스웨덴 고덴버그 세계선수권대회에서 단체 은메달을 획득하였다.